# Setrag
 (novembre 2024).
Si vous disposez d'ouvrages ou d'articles de référence ou si vous connaissez des sites web de qualité traitant du thème abordé ici, merci de compléter l'article en donnant les références utiles à sa vérifiabilité et en les liant à la section « Notes et références ».
La Société d'exploitation du Transgabonais (SETRAG), est une entreprise de transport ferroviaire créée en 2003 et exploitant le réseau de chemin de fer gabonais. Elle réalise principalement du transport de marchandises (minerai, grumes, etc.) mais assure également un service voyageurs entre Owendo et Franceville. Elle est détenue par la COMILOG, elle-même filiale du groupe français Eramet.